# أيي مونغ
أيي مونغ هو سياسي ميانماري، ولد في 1 نوفمبر 1957. نشط حزبياً في Rakhine Nationalities Development Party ‏.